# Sint-Audomaruskerk (Vinkem)
De Sint-Audomaruskerk is de voormalige parochiekerk van de tot de West-Vlaamse gemeente Veurne behorende plaats Vinkem, gelegen aan de Vinkemstraat.

## Geschiedenis
De parochie bestond reeds in 1174 en het patronaatsrecht was in handen van de Sint-Pietersabdij te Lo.
In 1916 deed prinses Marie José van België haar eerste communie in deze kerk.
In 1968 fuseerde de parochie met die van het nabijgelegen Wulveringem. Sindsdien wordt de Sint-Audomaruskerk voornamelijk als tentoonstellingsruimte gebruikt, terwijl nog slechts af en toe kerkdiensten plaatsvinden.

## Gebouw
Het is een voornamelijk laatgotisch kerkgebouw van 1522 met overblijfselen van het daaraan voorafgaande romaanse bouwwerk. Het is een driebeukige kruiskerk die, met uitzondering van de romaanse resten, uitgevoerd is in gele baksteen. Het hoofdkoor heeft een driezijdige sluiting en de twee zijkoren hebben een vlakke sluiting.
Van het romaanse kerkgebouw is de ijzerzandsteen deels hergebruikt voor de grondvesten van de westtoren en de koren.
De voorgebouwde westtoren op vierkante plattegrond heeft vier geledingen en is voorzien van steunberen, een traptoren en een hoge zeskantige stenen torenspits. In de toren bevindt zich het portaal. De houten middenstijl van de toegangsdeuren stamt uit de 16e eeuw en draagt de beeltenis van Sint-Audomarus.

## Interieur
Het kerkmeubilair is gedeeltelijk overgebracht naar de Onze-Lieve-Vrouwekerk te Wulveringem. Het hoofdaltaar is van 1609 en uitgevoerd in late renaissancestijl. Het bevat een schilderij van Jan Janssens, De Verrijzenis voorstellende, van omstreeks 1635. De preekstoel is van 1753 en werd vervaardigd door Jan Roose. Het doksaal is van 1775 en werd uitgevoerd in rococostijl. Het orgel is van 1867 en werd vervaardigd door Pieter Loncke. Het doopvont is van 1618 en afkomstig uit de kerk van 's Heerwillemskapelle.